# Judah ben Solomon ha-Kohen
Judah ben Solomon ha-Kohen (en hebreo: יְהוּדָה בְּן שְׁלֹמֹה הכֹּהֵן‎); c.. 1215 – c. 1274) fue un filósofo, astrónomo y matemático judío español del siglo XIII. Fue autor  del Midrash ha-Ḥokmah, considerada la primera de las grandes enciclopedias hebreas, y notable por su en tratamiento en profundidad ambos de las ciencias exactas y de textos bíblicos y rabínicos.
Judah ben Solomon nació y fue educado en Toledo, nieto del prominente rabino Ziza ibn Shushan. Fue alumno de Meir Abulafia, quién lo indujo para estudiar filosofía y misticismo judío.
A los dieciocho años entró en correspondencia con los filósofos en la corte del Emperador Frederick. El propio emperador le consultó sobre cuestiones científicas, y sus respuestas resultaron tan satisfactorias que fue invitado en 1247 a establecerse en Toscana, donde tuvo libre acceso a la corte imperial. Allí tradujo al hebreo su obra principal, una enciclopedia titulada Midrash ha-Ḥokmah, que había escrito originalmente en árabe.
Midrash ha-Ḥokmah Está dividido en dos partes. El primero ofrece un estudio de lógica, la física y la metafísica aristotélica y contiene, además, un tratado sobre ciertos pasajes del Génesis, los Salmos, y los Proverbios. La segunda parte está dedicada a las matemáticas y contiene, además, dos tratados: el primero, místico, sobre las letras del alfabeto; el otro, una colección de pasajes bíblicos para ser interpretados filosóficamente. También incluye la adaptación del Almagesto de Ptolomeo, el cual organizó en ocho capítulos, y de su Tetrabiblos bajo el título hebreo Mishpeṭe ha-Kokabim, un tratado de astrología y una adaptación de la astronomía de Al-Bitruji, bajo el título Miklal Yofi.